# Aeshna affinis
Aeshna affinis es una especie de odonato anisóptero de la familia Aeshnidae. Se distribuye por el centro y sur de Europa, Oriente Próximo y norte de África.

## Características
Libélula de cuerpo alargado y color pardo rojizo con ojos verdes.